# Ołeksandr Ałeksiejew
Ołeksandr Mykołajowycz Ałeksiejew, ukr. Олександр Миколайович Алексєєв, ros. Александр Николаевич Алексеев, Aleksandr Nikołajewicz Aleksiejew (ur. 3 lipca 1956) – ukraiński piłkarz, grający na pozycji napastnika, trener piłkarski.

## Kariera piłkarska
Wychowanek Szkoły Sportowej w Swerdłowśku. Pierwszy trener M.Kramarenko. W 1973 rozpoczął karierę piłkarską w drużynie rezerw Zorii Woroszyłowgrad. Nie potrafił przebić się do gwiazdorskiego składu Zorii, dlatego w 1975 przeszedł do Zirki Kirowohrad, w którym rozegrał 337 meczów i strzelił 68 goli. W 1984 przeniósł się do Metałurha Dnieprodzierżyńsk. W 1985 odszedł do zespołu amatorskiego Radyst Kirowohrad, w którym zakończył karierę piłkarza w roku 1987. W 1995 jeszcze grał w drużynie Łokomotyw Znamianka.

## Kariera trenerska
Karierę szkoleniowca rozpoczął po zakończeniu kariery piłkarza. Najpierw pomagał trenować rodzimy klub Zirka Kirowohrad, Po dymisji Jurija Kowala w lipcu 2004 pełnił obowiązki głównego trenera Zirki Kirowohrad.

## Sukcesy i odznaczenia

### Sukcesy piłkarskie
Zirka Kirowohrad
- zdobywca Pucharu Ukraińskiej SRR: 1975